# Тржцинец
Тржцинец (пол. Trzciniec) — польский дворянский герб.

## Описание
В золотом щите со стальной внутренней каймой три тростника в столб.
На щите дворянский коронованный шлем. Нашлемник: справа крыло, слева золотой грифон.

## Герб используют
Людвиг Прешель (Preszel), г. Тржцинец, жалован 16.02.1826 дипломом на потомственное дворянское достоинство Царства Польского.